# Füzes Endre
Füzes Endre (Döbrököz, 1932. április 27. – 2015. augusztus 26.) magyar etnográfus.

## Tanulmányai
1950-ben érettségizett a pécsi ciszterci gimnáziumban. 1951-ben kezdte meg tanulmányait a budapesti Eötvös Loránd Tudományegyetem bölcsésztudományi karán Néprajz-Muzeológia szakon, ahol 1955-ben szerzett diplomát.

## Pályafutása
1955-től nyolc évig Pécsen, a Janus Pannonius Múzeum néprajzos muzeológusa, majd 1964 és 1980 között Budapesten, a Művelődési Minisztérium múzeumi főosztályának csoportvezetője, főelőadója. Az MTA néprajzi Kutatócsoport tudományos főmunkatársa (1980-1986). 1986-tól nyugalmazásáig főigazgató a Szentendrei Szabadtéri Néprajzi Múzeumban. A Magyarországi Tájházak Szövetségének elnöke.

## Díjai
- Móra Ferenc-emlékérem (1989)[2]
- Pro Renovanda Cultura Hungariae Alapítvány Kodály Zoltán díja (1996)
- Életfa-díj (1999)[2]
- Forster Gyula-díj (2000)[2]

## Főbb művei
- Füzes Endre–Mándoki László: Baranya népe; Pécsi Szikra Ny., Pécs, 1963 (A Janus Pannonius Múzeum füzetei)
- A gabona tárolása a magyar parasztgazdaságokban (1984)
- A szántalpas hombártól a tájházig. Füzes Endre válogatott írásai, 1956–2012; szerk. Bereczki Ibolya, Cseri Miklós, Füzes Endre; Szabadtéri Néprajzi Múzeum, Szentendre, 2012